# العلاقات بين مصر القديمة وبلاد الرافدين

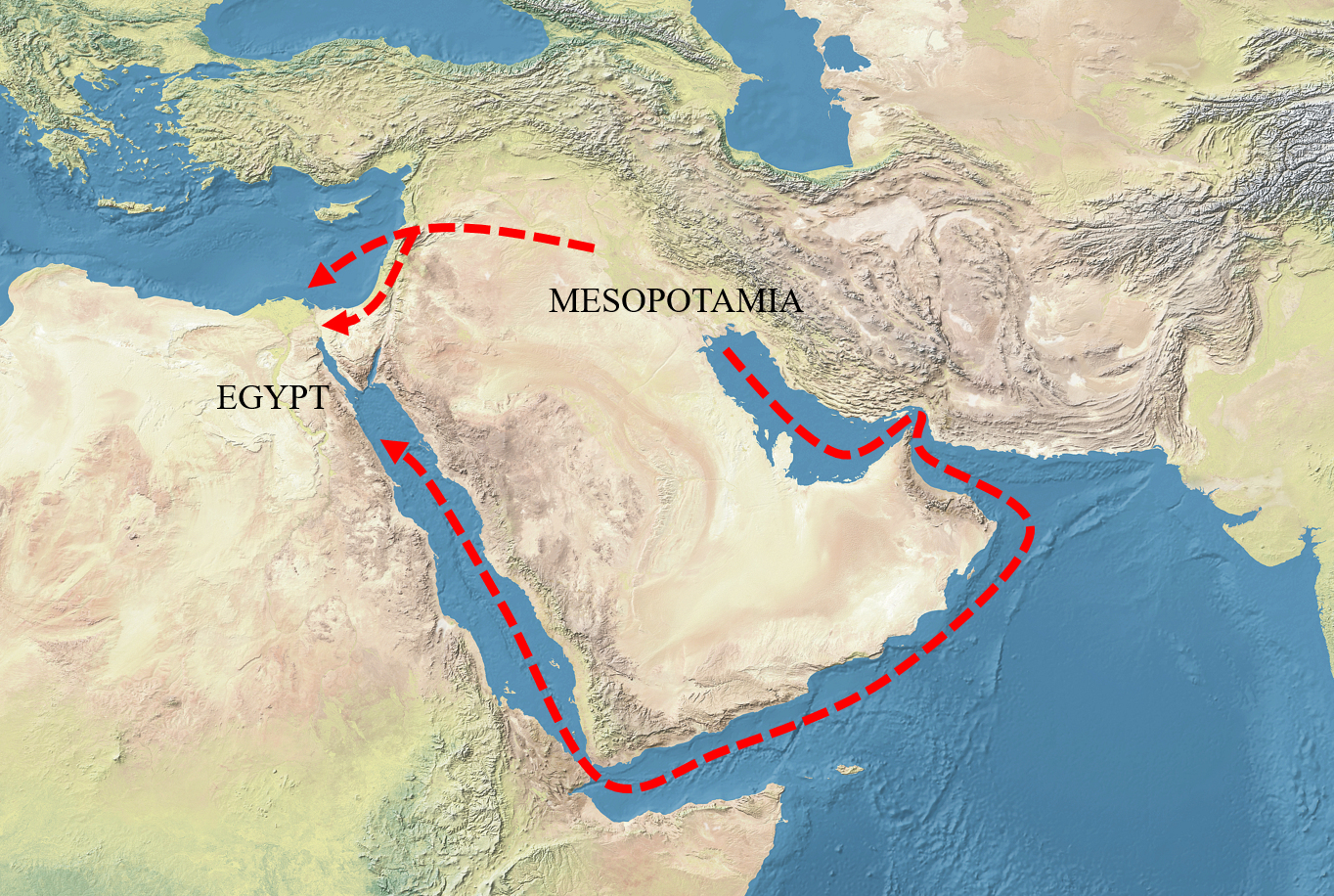
طرق التجارة بين بلاد ما بين النهرين ومصر

تُشير العلاقات بين مصر وبلاد الرافدين إلى العلاقات بين حضارات مصر القديمة وبلاد ما بين النهرين في الشرق الأوسط. يبدو أن العلاقات نشأت في الألفية الرابعة قبل الميلاد، ابتداءً بفترة أوروك في بلاد ما بين النهرين (4000 – 3100 قبل الميلاد تقريبًا) وحضارة نقادة الثانية الأحدث عُمرًا بخمسمئة عام في مصر ما قبل التاريخ (3500 – 3200 قبل الميلاد تقريبًا)، وكانت بغالبها في اتجاهٍ واحدٍ تمثّل في التأثيرات التي تركتها حضارات بلاد ما بين النهرين في مصر.
قبل تأثير بلاد ما بين النهرين، ثبت وجودُ تأثير طويلِ الأمد لحضارات غرب آسيا على مصر، وشمال إفريقيا، وبعض أجزاء القرن الأفريقي والساحل الأفريقي أيضًا؛ ظهر ذلك بسبب الثورة الزراعية التي نشرت في المنطقة الأساليب، والتقنيات الزراعية المتقدمة، والتدفق الجيني، وبعض الحيوانات، وربما اللغة الأفريقية الآسيوية البدائية منذ العام 9000 قبل الميلاد تقريبًا.
يمكن ملاحظة تأثيرات بلاد ما بين النهرين في الفنون البصرية المصرية، وفي العمارة، والتقنية، والأسلحة، والمنتجات المستوردة، والماشية؛ ومن المحتمل أنّها مؤثرٌ في نقل الكتابة من بلاد ما بين النهرين إلى مصر. وولدت أوجه تشابه «راسخة الجذور» في المراحل الأولى لكلتا الحضارتين.

## التأثيرات على التجارة والفنون المصرية (3500 – 3200 قبل الميلاد)
إجمالًا، وُجد مستوى عالٍ من التبادل التجاري بين مصر القديمة والشرق الأدنى طوال حقبة مصر ما قبل التاريخ، وحقبتيّ حضارة نقادة الثانية (3600 – 3350 قبل الميلاد) وحضارة نقادة الثالثة (3350 – 2950 قبل الميلاد). عاصرت تلك الحضارات أواخر فترة أوروك (3600 – 3100 قبل الميلاد) وثقافة جمدة نصر (3100 – 2900 قبل الميلاد) في بلاد ما بين النهرين. امتدت الفترة الرئيسية للتأثير الثقافي 250 عامًا، وشهدت على وجه الخصوص نقل تماثيل، ورموز، وتقنيات بلاد ما بين النهرين إلى مصر، أثناء حضارة نقادة الثانية حتى الأسرة المصرية الأولى.

### التصاميم والمكوّنات
دخلت المكوّنات والأشكال الفنية الأجنبية إلى مصر خلال هذه الفترة، وهو ما يشي بوجود تبادلاتٍ مع مناطق عديدة من غرب آسيا. تعددت التصاميم التي حاكاها الفنانون المصريون: على سبيل المثال من فترة أوروك، قلّدوا تصاميم «الكاهن-الملك» بسترته وقبعته عريضة الحواف متخذًا وضعية سيد الحيوانات، وحيوان سيربوبارد الأسطوري، والفتخاء المجنحة، والأفاعي حول الورود، والقوارب ذات المقدمات المرتفعة، وجميع هذه مِن سمات فن بلاد ما بين النهرين الراسخ في أواخر فترة أوروك (أوروك الرابعة، 3350 – 3200 قبل الميلاد تقريبًا). ويظهر نفس تصميم «الكاهن-الملك» في العديد من الأعمال الفنية القديمة لبلاد ما بين النهرين في أواخر نهاية فترة أوروك، كما في نُصبيّ بلاو، والأختام الأسطوانية، والتماثيل. وعُثر في مصر على موادَ مثل مقبض سكين جبل العركي، ذي النقوش البارزة من بلاد ما بين النهرين؛ وفي تلك الفترة لم يمكن ممكنًا الحصول على الفضة إلا من الأناضول.

#### الفخار من نمط بلاد ما بين النهرين في مصر (3500 قبل الميلاد)
تشير الآثار الفخارية ذات الفوهات الحمراء والتي يعود تاريخها إلى 3500 قبل الميلاد تقريبًا (حضارة نقادة الثانية)، والتي ربما كانت تستخدم لصب الماء، أو البيرة، أو النبيذ، تُشير إلى اتصال مصر ببلاد الرافدين في تلك الفترة وتأثرها بها. صُنع ذلك النوع من الفخار في مصر بالصلصال المصري، بيد أنّ شكله ذي الفوهة وأصله من بلاد ما بين النهرين بلا شكّ. كانت تلك الأواني جديدة ونادرة في مصر ما قبل التاريخ، إنما شاعت صناعتها في مدينتيّ نفر وأوروك في بلاد ما بين النهرين لعدة قرون. يدلّ هذا على أن المصريين كانوا على دراية بأنواع الفخار في بلاد ما بين النهرين. أسهم اكتشاف هذه الأواني لأول مرة على نشوء نظرية السلالة الحاكمة، والتي تعتبر أنّ سكان بلاد ما بين النهرين هم مَن أسس أوّل أسرة فراعنة حاكمة. لكن يرى العديد من الباحثين في ذلك على أنه مجرد مؤشر على التأثير والاقتباس الثقافي في العام 3500 قبل الميلاد تقريبًا، وذلك بالرغم من وجود الانسياب الجيني المثبت من بلاد ما بين النهرين وغرب آسيا إلى مصر.
بدأت الأباريق ذات الفوهات على طراز بلاد ما بين النهرين تظهر في مصر في فترة حضارة نقادة الثانية. كما عُثر على مزهريات وأواني فخارية من أوروك في مصر ضمن بيئة حضارة نقادة، مما يثبت استيراد البضائع الجاهزة من بلاد الرافدين إلى مصر، على الرغم من عدم معرفة محتويات تلك الأواني بعد. وأظهر التحليل العلمي لأواني النبيذ القديمة في مدينة أبيدوس وجود تجارة نبيذ عالية المستوى مع بلاد الشام وبلاد ما بين النهرين خلال تلك الفترة.

#### تبنّي هراوات بلاد ما بين النهرين
استخدم المصريون الهراوات التقليدية دائرية الشكل في المرحلة المبكرة من حضارة نقادة، 4000 – 3400 قبل الميلاد تقريبًا. في نهاية تلك الفترة، استُبدلت الهراوة دائرية الشكل بهراوة بلاد ما بين النهرين الأرقى عسكريًا وبيضاوية الشكل كما تظهر على لوحة نعرمر. كانت هراوة بلاد ما بين النهرين أثقل وذات سطحٍ أوسع أثرًا، وقادرة على التسبب بضرباتٍ أقسى بكثير مما تفعله الهراوة المصري القديمة دائرية الشكل.

#### الأختام الأسطوانية
ثمة اعتقاد سائد أن الأختام الأسطوانية قد جُلبت من بلاد ما بين النهرين إلى مصر خلال فترة حضارة نقادة الثانية. واكتُشفت أختامٌ أسطوانية، يعود أصل بعضها إلى بلاد ما بين النهرين وبعضها من عيلام في إيران القديمة، وبعضها مصنوعٌ محليًا في مصر في محاكاةٍ لتصاميم بلاد الرافدين وعيلام بأسلوب منمّق؛ اكتُشفت هذه الأختام في مقابر في صعيد مصر، لا سيما في نخن، ويعود تاريخها إلى حقبة حضارتيّ نقادة الثانية والثالثة. كما عُثر على أختام أسطوانية على طراز بلاد ما بين النهرين في سياق حضارة نقادة الثانية، في مدينتيّ نقادة وهو، ويُشير ذلك إلى تمدد هيمنة ثقافة جمدة نصر من بلاد ما بين النهرين حتى مصر في نهاية الألفية الرابعة قبل الميلاد.
في مصر، ظهرت الأختام الأسطوانية فجأة دون أي نماذج محلية سابقة في فترة حضارة نقادة الثانية (3500 – 3300 قبل الميلاد). تتشابه تلك التصاميم مع تصاميم بلاد ما بين النهرين، ويظهر جليًا أنها مستوحاة منها. فقد اختُرعت في أوائل الألفية الرابعة قبل الميلاد خلال فترة أوروك باعتبارها حلقةً ضمن سلسلة تطور الأنظمة المحاسبية والأختام المختلفة التي يعود تاريخها إلى أوائل الألفية السابعة قبل الميلاد في بلاد ما بين النهرين. ويتضح أن أقدم الأختام الأسطوانية المصرية تشبه أختام أوروك السابقة عليها والمزامِنة لها وصولًا إلى حضارة نقادة الثانية (3300 قبل الميلاد تقريبًا). وربما صنعها الحرفيون في بلاد ما بين النهرين وبيعت بعد ذلك للمصريين. إنما يبدأ الاختلاف في التصاميم بالظهور في العام 3300 قبل الميلاد تقريبًا ليكتسب طابعه المصري الفريد أكثر فأكثر.
صُنعت الأختام الأسطوانية في مصر في مرحلة متأخرة من الفترة المصرية الانتقالية الثانية، إنما استُبدلت بالجعران الفرعوني ابتداءً مع عصر المملكة المصرية الوسطى.